# Estelle Momeni
 (mai 2023).
Estelle Adèle Momeni, née le 15 novembre 1993, est une haltérophile camerounaise.

## Carrière
Estelle Momeni est championne d'Afrique de la zone 2 en 2019 à Nairobi dans la catégorie des plus de 87 kg.
Elle est médaillée d'argent à l'épaulé-jeté et au total ainsi que médaillée de bronze à l'arraché dans la catégorie des plus de 87 kg aux Championnats d'Afrique 2023 à Tunis,.
Elle est médaillée d'argent à l'arraché, à l'épaulé-jeté et au total  dans la catégorie des plus de 87 kg aux championnats d'Afrique 2024 à Ismaïlia.
Aux Jeux africains de 2023 à Accra, elle est médaillée d'argent à l'épaulé-jeté et au total ainsi que médaillée de bronze à l'arraché dans la catégorie des plus de 87 kg.
Elle est médaillée de bronze à l'épaulé-jeté et au total ainsi que médaillée d'argent à l'arraché dans la catégorie des plus de 87 kg aux Championnats d'Afrique d'haltérophilie 2025 à Moka.